# Taken 3
Pour les articles homonymes, voir Taken.
Série Taken
Taken 2
(2012)
Pour plus de détails, voir Fiche technique et Distribution.
Taken 3 ou L'Enlèvement 3 au Québec est un film franco-américano-espagnol réalisé par Olivier Megaton, sorti en 2014.
Il s'agit du quatrième plus gros succès français de tous les temps au box office mondial[réf. nécessaire].

## Synopsis
Après un retour au calme avec sa famille à Los Angeles, l'ex-agent spécial Bryan Mills est de nouveau confronté à un tragique événement lorsque son ex-épouse, Lenore, est assassinée chez lui. Alors que la police prend en charge l'enquête et arrête Bryan, il réussit à s'échapper. Désormais traqué, notamment par l'inspecteur Dotzler, il n'a plus d'autre choix que de fuir. Seul, il va devoir faire la lumière sur ce crime dont on l'accuse et découvrir le véritable meurtrier tout en protégeant sa fille, Kim.

## Fiche technique
Sauf indication contraire, les informations mentionnées dans cette section peuvent être confirmées par les bases de données cinématographiques IMDb et Allociné,  présentes dans la section « Liens externes ».
- Titre original français : Taken 3
- Titre québécois : L'Enlèvement 3[1]
- Réalisation : Olivier Megaton
- Scénario : Luc Besson et Robert Mark Kamen, d'après le personnage créé par Luc Besson et Robert Mark Kamen
- Musique : Nathaniel Méchaly
  - Musiques additionnelles : Antonio Gambale
- Direction artistique : Christophe Couzon, Natacha Hatch, Dominique Moisan et Nanci Roberts
- Décors : Sébastien Inizan
- Costumes : Olivier Bériot
- Cascades mécaniques : Michel Julienne et son équipe
- Photographie : Eric Kress
- Son : Frederic Dubois, Loïc Gourbe, Dean Humphreys
- Montage : Audrey Simonaud et Nicolas Trembasiewicz
- Production : Luc Besson
  - Production exécutive : Michael Mandaville (États-Unis) et Fernando Victoria de Lecea (Espagne)
  - Production déléguée : Fernando Victoria de Lecea (Espagne)
- Sociétés de production :
  - France : EuropaCorp et M6 Films, avec la participation de Canal+, M6 et Ciné+
  - États-Unis : Twentieth Century Fox, en association avec TSG Entertainment
  - Espagne : Meñakoz Films, 7 Región de Murcia, Canal+ (Espagne), Radiotelevisó Valenciana - RTVV et Radiotelevisión Española
- Sociétés de distribution : EuropaCorp Distribution (France) ; Twentieth Century Fox (États-Unis, Canada) ; Hispano Foxfilms S.A.E. (Espagne) ; Belga Films (Belgique)
- Budget : 48 millions de $[2] ; 51 460 337 $[3]
- Pays de production :  France,  États-Unis,  Espagne
- Langues originales : anglais, russe
- Format : couleur — 35 mm — 2,35:1 (CinemaScope) — son Dolby Surround 7.1 / Dolby Digital / Dolby Atmos / Auro 11.1 / Datasat
- Genre : action, thriller, policier
- Durée : 108 minutes ; 115 minutes (version non censurée)
- Dates de sortie[4] :
  - États-Unis, Québec : 9 janvier 2015[1]
  - Espagne : 16 janvier 2015
  - France, Suisse romande : 21 janvier 2015[5],[6]
  - Belgique : 28 janvier 2015[7]
- Classification :
  - France : tous publics avec avertissement[N 1],[N 2],[8]
  - États-Unis : accord parental recommandé, film déconseillé aux moins de 13 ans (PG-13 - Parents Strongly Cautioned)[N 3]
  - Espagne : déconseillé aux enfants de moins de 16 ans[9]
  - Belgique : potentiellement préjudiciable jusqu'à 12 ans (Mogelijk schadelijk voor kinderen onder de 12 jaar)[7],[10]
  - Suisse romande : interdit aux moins de 14 ans[11]
  - Québec : 16 ans et plus (violence) (16+ / 16 years and over)[1]

## Distribution
- Liam Neeson (V.F. : Frédéric van den Driessche ; V.Q. : Éric Gaudry) : Bryan Mills
- Maggie Grace (V.F. : Ingrid Donnadieu ; V.Q. : Rachel Graton) : Kim Mills
- Forest Whitaker (V.F. : Emmanuel Jacomy ; V.Q. : François L'Écuyer) : sergent Franck Dotzler
- Dougray Scott (V.F. : Jérémie Covillault ; V.Q. : Sylvain Hétu) : Stuart St John, beau-père de Kim
- Leland Orser (V.F. : William Coryn ; V.Q. : Antoine Durand) : Sam Gilroy, ancien collègue de Bryan
- Famke Janssen (V.F. : Juliette Degenne ; V.Q. : Élise Bertrand) : Lenore St John
- Sam Spruell (V.F. : Jérôme Pauwels ; V.Q. : Thiéry Dubé) : Oleg Malenkov, le trafiquant d'armes
- Don Harvey (V.F. : Loïc Houdré ; V.Q. : Martin Watier) : Garcia
- Dylan Bruno (V.F. : Julien Meunier) : Smith
- Jon Gries (V.F. : Constantin Pappas) : Mark Casey, ancien collègue de Bryan
- David Warshofsky : Bernie Harris, ancien collègue de Bryan
- Jonny Weston : Jimy, petit ami de Kim
- Jimmy Palumbo (V.F. : Gérard Surugue) : Brooks

Sources et légendes: Version française (V.F.) sur Symphonia Films Version québécoise (V.Q.) sur Doublage Québec

## Production

### Développement
En octobre 2012, alors que Taken 2 n'est sorti que depuis quelques jours, un 3e film est annoncé en raison des excellents scores au box-office. Le coscénariste Robert Mark Kamen explique alors : « Lorsque nous avons vu à quel point Taken 2 cartonne en salles, nous avons immédiatement commencé à travailler sur une suite. La Fox y tient beaucoup. Nous allons faire prendre à ce troisième opus une nouvelle direction ». Cependant Liam Neeson n'est pas très emballé à l'idée d'endosser à nouveau le rôle de Bryan Mills. En juin 2013, il est finalement confirmé pour cette suite, après avoir reçu un chèque de 20 millions de dollars. En janvier 2014, Olivier Megaton, qui avait mis en scène le 2e film, revient comme réalisateur de Taken 3.

### Attribution des rôles
Maggie Grace confirme sa participation au film en mars 2014. Quelques jours plus tard, Forest Whitaker rejoint officiellement le projet, dans un rôle non défini. C'est la deuxième fois que Dougray Scott joue dans une production EuropaCorp après l'adaptation de jeu vidéo Hitman. Il reprend ici le rôle de Stuart, le second mari de Lenore, joué dans le premier film par Xander Berkeley et qui n'apparaissait pas dans le deuxième.

### Tournage
Le tournage a débuté le 29 mars 2014 à Los Angeles, aux États-Unis. L'équipe s'est rendue ensuite à Atlanta en Géorgie, toujours aux États-Unis. Le 24 avril 2014, des scènes ont été tournées à Covington, également en Géorgie, notamment au Newton College & Career Academy. Et d’autres scènes ont été tournées dans le studio 5 à la Cité du Cinéma à Saint-Denis. Le tournage a également eu lieu en Espagne (à Murcie, Mazarrón, Torre-Pacheco, Alicante, etc.).
L'équipe de tournage a eu l'autorisation de tourner des scènes d'action en voiture sur une portion d'autoroute californienne.

## Accueil

### Sortie
La date de sortie américaine, le 9 janvier 2015, est annoncée en mars 2014. La date de sortie française est le 21 janvier.

### Accueil critique
Taken 3 reçoit des critiques négatives lors de sa sortie en salles : dans les pays anglophones, il reçoit 13 % d'opinions favorables sur le site Rotten Tomatoes, pour 119 critiques et une moyenne de 3,4⁄10, tandis qu'il obtient un score de 26⁄100 sur le site Metacritic, pour 30 critiques.
En France, le site Allociné propose une note moyenne de 2,3⁄5 à partir de l'interprétation de critiques provenant de 9 titres de presse.

### Box-office
Lors de sa sortie aux États-Unis, Taken 3 prend la première place du box-office avec 39 201 657 $ de recettes engrangées le premier week-end d'exploitation, résultat supérieur au premier volet (24 717 037 $ en démarrage), mais relativement inférieur au second volet (49 514 769 $ en démarrage) à la même période. Il est délogé de la tête du box-office américain par American Sniper et chute à la quatrième place le week-end suivant avec 14 715 818 $ enregistrée à cette période, tout en ayant récolté 63 502 735 $ à ce moment-là. En dix-huit semaines, Taken 3 totalise 89 256 424 $ sur le territoire américain et 325 771 424 $ de recettes mondiales.
En France, Taken 3 prend directement la première place du box-office avec 1 192 842 entrées la semaine de sa sortie, devenant le premier film de l'année 2015 à franchir le million d'entrées. Il fait toutefois plus de 38 000 entrées de moins que le deuxième volet à la même période. Il garde la tête du box-office français la semaine suivante avec 588 733 entrées supplémentaires enregistrées, portant le total à 1 781 575 entrées. En quatre semaines, il cumule près de 2 614 008 d'entrées.
| Pays ou région    | Box-office        | Date d'arrêt du box-office | Nombre de semaines |
| ----------------- | ----------------- | -------------------------- | ------------------ |
| États-Unis Canada | 89 256 424 $      | 14 mai 2015                | 18                 |
| France            | 2 614 008 entrées | -                          | 9                  |
| Total mondial     | 326 479 141 $     | -                          | -                  |

## Distinctions

### Récompenses
- California on Location Awards 2014 : meilleure équipe régisseur de l'année dans un film pour Robin Citrin, Lori Russell, Robert Paulsen, Ronald M. Haynes, Michael Glaser, Justin Harrold, Shelly Armstrong, Sofia Ochoa
- BMI Film and TV Awards 2015 : prix BMI de la meilleure musique de film pour Nathaniel Méchaly
- People's Choice Awards 2016 : prix du public du film thriller préféré

### Nominations
- California on Location Awards 2014 : meilleur régisseur de l'année dans un long métrage pour Robin Citrin
- Teen Choice Awards 2015 : meilleure actrice dans un film d'action pour Maggie Grace
- Digital creation genie awards 2016 : meilleurs effets visuels dans un long métrage pour Rodolphe Chabrier

## Éditions en vidéo
- En France, le film Taken 3 est sorti en VOD le 21 mai 2015[5]. Par la suite, le film sort dans un format DVD[30], Blu-ray[31] et en édition limitée boîtier SteelBook Blu-ray + DVD[32] le 3 juin 2015. Le film ressort en DVD[33] le 2 janvier 2016.
- Au Québec, le film est sorti en DVD le 21 avril 2015[1].